# Brasil Open 2008
Il Brasil Open 2008 è stato un torneo di tennis giocato sulla terra rossa.
È stata la 8ª edizione del Brasil Open,
che fa parte della categoria International Series nell'ambito dell'ATP Tour 2008. 
Si è giocato nel complesso Costa do Sauipe di Mata de São João, in Brasile, dall'11 al 17 febbraio 2008.

## Campioni

### Singolare
Nicolás Almagro ha battuto in finale  Carlos Moyá, 7–6(4), 3–6, 7–5

### Doppio
Marcelo Melo /  André Sá hanno battuto in finale  Albert Montañés /  Santiago Ventura, 4–6, 6–2, 10–7